# Sternfeld (krater księżycowy)
Sternfeld – uderzeniowy krater księżycowy, leżący na niewidocznej z Ziemi stronie Księżyca. Leży na południe od krateru Paschen i na wschód od krateru Lodygin.
Sternfeld ma w dużym stopniu zniszczoną krawędź spowodowaną kolejnymi zderzeniami. W rezultacie zewnętrzna krawędź jest nieregularna i ledwo widoczna. Drobne zniszczenie w północno-zachodniej krawędzi to satelicki krater Lodygin F. Powierzchnia wewnątrz jest też zniekształcona przez uderzenia małych meteorów.
Decyzją Międzynarodowej Unii Astronomicznej w 1991 został nazwany imieniem Arego Sternfelda, jednego z pionierów kosmonautyki polskiego pochodzenia.